# Marina da Glória
La Marina da Glória est un port de plaisance situé dans le quartier de Glória à Rio de Janeiro, au Brésil. Elle est baignée par les eaux de la baie de Guanabara et se trouve dans le parc de Flamengo.
Elle est utilisée pour les épreuves de voile lors des Jeux panaméricains de 2007, les Jeux olympiques d'été de 2016 et les Jeux paralympiques d'été de 2016.